# Gran Premio de Suecia de Motociclismo de 1976
El Gran Premio de Suecia de Motociclismo de 1976 fue la octava prueba de la temporada 1976 del Campeonato Mundial de Motociclismo. El Gran Premio se disputó el 25 de julio de 1976 en el Circuito de Anderstorp.

## Resultados 500cc
El británico Barry Sheene se proclamó campeón del mundo de la categoría al imponerse en este Gran Premio, lo que supone su quinta victoria de la temporada en 500cc. El británico fue por detrás del finlandés Teuvo Länsivuori hasta que el avanzó a cuatro vueltas para el final. El finés tuvo problemas en el eje de la rueda trasera y cedió el podio a favor de Jack Findlay y Chas Mortimer.
| Pos.     | Piloto              | Moto      | Tiempo      | Pts. |
| -------- | ------------------- | --------- | ----------- | ---- |
| 1        | Barry Sheene        | Suzuki    | 48' 20" 735 | 15   |
| 2        | Jack Findlay        | Suzuki    | +34" 178    | 12   |
| 3        | Chas Mortimer       | Suzuki    | +34" 232    | 10   |
| 4        | Teuvo Länsivuori    | Suzuki    | +34" 869    | 8    |
| 5        | Stuart Avant        | Suzuki    | +35" 938    | 6    |
| 6        | Philippe Coulon     | Suzuki    | +37" 350    | 5    |
| 7        | Víctor Palomo       | Yamaha    | +46" 690    | 4    |
| 8        | Karl Auer           | Yamaha    | +46" 743    | 3    |
| 9        | Tom Herron          | Yamaha    | +1' 16" 116 | 2    |
| 10       | John Newbold        | Suzuki    | +1' 27" 686 | 1    |
| 11       | Alex George         | Suzuki    | +1' 37" 841 |      |
| 12       | Marcel Ankoné       | Suzuki    | +1' 41" 837 |      |
| 13       | Jean-François Baldé | Yamaha    | +1' 43" 146 |      |
| 14       | Kaj Jensen          | Yamaha    | +1 Vuelta   |      |
| 15       | Marco Lucchinelli   | Suzuki    | +1 Vuelta   |      |
| 16       | Bo Granath          | Husqvarna | +1 Vuelta   |      |
| 17       | Goran Alden         | Suzuki    | +2 Vueltas  |      |
| Ret      | Wil Hartog          | Suzuki    | Ret         |      |
| Ret      | Dieter Braun        | Suzuki    | Ret         |      |
| Ret      | Pat Hennen          | Suzuki    | Ret         |      |
| Ret      | Johnny Bengtsson    | Suzuki    | Ret         |      |
| Ret      | Gérard Choukroun    | Yamaha    | Ret         |      |
| Ret      | Patrick Pons        | Yamaha    | Ret         |      |
| Ret      | Bruno Kneubühler    | Yamaha    | Ret         |      |
| Ret      | Christian Estrosi   | Suzuki    | Ret         |      |
| Ret      | Pentti Korhonen     | Yamaha    | Ret         |      |
| Ret      | Peter Sjöström      | Yamaha    | Ret         |      |
| Ret      | Svend Andersson     | Yamaha    | Ret         |      |
| Ret      | Eero Hyvärinen      | Yamaha    | Ret         |      |
| DNS      | Giacomo Agostini    | Suzuki    | DNS         |      |
| DNS      | Johnny Cecotto      | Yamaha    | DNS         |      |
| DNS      | John Williams       | Suzuki    | DNS         |      |
| DNS      | Kjell Solberg       | Yamaha    | DNS         |      |
| DNS      | Helmut Kassner      | Suzuki    | DNS         |      |
| DNS      | Patrick Fernandez   | Yamaha    | DNS         |      |
| DNS      | Rob Bron            | Yamaha    | DNS         |      |
| DNS      | Boet van Dulmen     | Yamaha    | DNS         |      |
| Sources: |                     |           |             |      |

## Resultados 250cc
En la carrera de 250 cc, el duelo que se esperaba entre Takazumi Katayama y los italianos Walter Villa y Paolo Pileri duró tan solo media carrera. Villa tuvo un exceso de engrase de bujía y perdió toda posibilidad de estar en los primeros puestos y Pileri tuvo que abandonar en el ecuador de la carrera por una gripada de pistón. De esta manera, Takazumi Katayama tenía vía libre para ganar la carrera y colocarse en la primera posición de la general.
| Pos. | Piloto              | Moto            | Tiempo      | Pts. |
| ---- | ------------------- | --------------- | ----------- | ---- |
| 1    | Takazumi Katayama   | Yamaha          | 50' 30" 009 | 15   |
| 2    | Dieter Braun        | Yamaha          | +9" 139     | 12   |
| 3    | Gianfranco Bonera   | Harley-Davidson | +9" 492     | 10   |
| 4    | Pentti Korhonen     | Yamaha          | +11" 776    | 8    |
| 5    | Chas Mortimer       | Maxton-Yamaha   | +12" 058    | 6    |
| 6    | Tom Herron          | Yamaha          | +21" 527    | 5    |
| 7    | Bruno Kneubühler    | Yamaha          | +21" 839    | 4    |
| 8    | Leif Gustafsson     | Yamaha          | +28" 551    | 3    |
| 9    | Tapio Virtanen      | MZ              | +48" 142    | 2    |
| 10   | Patrick Pons        | Yamaha          | +53" 558    | 1    |
| 11   | Jon Ekerold         | Yamaha          | +58" 790    |      |
| 12   | Henk van Kessel     | Yamaha          | +1' 01" 077 |      |
| 13   | Kjell Solberg       | Yamaha          | +1' 10" 870 |      |
| 14   | Pekka Nurmi         | Yamaha          | +1' 12" 077 |      |
| 15   | Alf Graarud         | Yamaha          | +1' 12" 961 |      |
| 16   | Bo Granath          | Yamaha          | +1' 28" 767 |      |
| 17   | Ken Nemoto          | Yamaha          | +1 Vuelta   |      |
| 18   | Sture Smith         | SVH-Yamsel      | +1 Vuelta   |      |
| Ret  | Walter Villa        | Harley-Davidson | Ret         |      |
| Ret  | Paolo Pileri        | Morbidelli      | Ret         |      |
| Ret  | Víctor Palomo       | Yamaha          | Ret         |      |
| Ret  | Olivier Chevallier  | Yamaha          | Ret         |      |
| Ret  | Erik Andersson      | Yamaha          | Ret         |      |
| Ret  | John Dodds          | Yamaha          | Ret         |      |
| Ret  | Hans Müller         | Yamaha          | Ret         |      |
| Ret  | Hans Hallberg       | Yamaha          | Ret         |      |
| Ret  | Johnny Bengtsson    | Yamaha          | Ret         |      |
| Ret  | Roland Nilsson      | Yamaha          | Ret         |      |
| Ret  | Gérard Choukroun    | Yamaha          | Ret         |      |
| Ret  | Jean-François Baldé | Yamaha          | Ret         |      |

## Resultados 125cc
En el octavo de litro, el italiano Pier Paolo Bianchi se convirtió en el nuevo campeón de la categoría con una nueva victoria, la quinta del curso para él. El español Ángel Nieto y el también italiano Paolo Pileri fueron segundo y tercero respectivamente.
| Pos. | Piloto                 | Moto            | Tiempo      | Pts. |
| ---- | ---------------------- | --------------- | ----------- | ---- |
| 1    | Pier Paolo Bianchi     | Morbidelli      | 48' 33" 424 | 15   |
| 2    | Ángel Nieto            | Bultaco         | +25" 720    | 12   |
| 3    | Paolo Pileri           | Morbidelli      | +38" 692    | 10   |
| 4    | Leif Gustafsson        | Yamaha          | +38" 743    | 8    |
| 5    | Henk van Kessel        | AGV Condor      | +51" 714    | 6    |
| 6    | Gert Bender            | Bender          | +1' 21" 724 | 5    |
| 7    | Jean-Louis Guignabodet | Morbidelli      | +1 Vuelta   | 4    |
| 8    | Per-Edvard Carlsson    | Morbidelli      | +1 Vuelta   | 3    |
| 9    | Matti Kinnunen         | Maico           | +1 Vuelta   | 2    |
| 10   | Lennart Lindell        | Morbidelli      | +1 Vuelta   | 1    |
| 11   | Johnny Svensson        | Bastard         | +1 Vuelta   |      |
| 12   | Roland Olsson          | Syntema         | +1 Vuelta   |      |
| 13   | Rolf Blatter           | Maico           | +1 Vuelta   |      |
| 14   | Hans-Jürgen Hummel     | Morbidelli      | +2 Vueltas  |      |
| 15   | Goran Alden            | Maico           | +2 Vueltas  |      |
| 16   | Jan Bäckström          | Maico           | +2 Vueltas  |      |
| 17   | Ulrich Graf            | Yamaha          | +2 Vueltas  |      |
| 18   | Steen Ahrentzen        | Maico           | +3 Vueltas  |      |
| 19   | Julien van Zeebroeck   | Morbidelli      | +6 Vueltas  |      |
| Ret  | Hans Müller            | Yamaha          | Ret         |      |
| Ret  | Hans Hallberg          | Yamaha          | Ret         |      |
| Ret  | Xaver Tschannen        | Harley-Davidson | Ret         |      |
| DNS  | Stefan Dörflinger      | Morbidelli      | DNS         |      |

## Resultados 50cc
En la categoría de menor cilindrada, el español Ángel Nieto se vuelve a imponer en esta categoría, la tercera para él en esta temporada y encara de forma decisiva su título en la categoría. El suizo Ulrich Graf y el italiano Eugenio Lazzarini completaron el podio.
| Pos. | Piloto               | Moto              | Tiempo      | Pts. |
| ---- | -------------------- | ----------------- | ----------- | ---- |
| 1    | Ángel Nieto          | Bultaco           | 32' 09" 392 | 15   |
| 2    | Ulrich Graf          | Kreidler          | +1" 023     | 12   |
| 3    | Eugenio Lazzarini    | UFO-Morbidelli    | +15" 115    | 10   |
| 4    | Herbert Rittberger   | Van Veen-Kreidler | +47" 953    | 8    |
| 5    | Hans-Jürgen Hummel   | Kreidler          | +59" 045    | 6    |
| 6    | Robert Lavér         | Kreidler          | +1' 06" 495 | 5    |
| 7    | Engelbert Kip        | Kreidler          | +1' 15" 410 | 4    |
| 8    | Gerrit Strikker      | Kreidler          | +1' 17" 839 | 3    |
| 9    | Theo Timmer          | Kreidler          | +1' 22" 639 | 2    |
| 10   | Rolf Blatter         | Kreidler          | +1' 27" 531 | 1    |
| 11   | Aldo Pero            | Kreidler          | +1 Vuelta   |      |
| 12   | Günter Schirnhofer   | Kreidler          | +1 Vuelta   |      |
| 13   | Ove Skifjeld         | Kreidler          | +1 Vuelta   |      |
| 14   | Janos Meszaros       | Kreidler          | +1 Vuelta   |      |
| Ret  | Cees van Dongen      | Kreidler          | Ret         |      |
| Ret  | Stefan Dörflinger    | Kreidler          | Ret         |      |
| Ret  | Rudolf Kunz          | Kreidler          | Ret         |      |
| Ret  | Julien van Zeebroeck | Kreidler          | Ret         |      |